# 174 TCN
Năm 174 TCN là một năm trong lịch Julius. 